# Amici miei - Atto IIº
Amici miei - Atto IIº è un film italiano del 1982 diretto da Mario Monicelli.
A distanza di sette anni il regista firma il secondo episodio di quella che sarà una fortunatissima trilogia e che vede ancora protagonisti i cinque amici fiorentini amanti dello scherzo e della goliardia.
Il film segna la fine di un'epoca, quella della commedia all'italiana, un genere del quale il regista è stato uno dei maestri.

## Trama
Rimasti in quattro dopo la morte del giornalista Perozzi, nel 1982 il conte Mascetti, l'architetto Melandri, il barista Necchi e il chirurgo Sassaroli continuano senza freno i loro scherzi zingareschi. Durante una visita al cimitero dove riposa l'amico ha luogo un'atroce burla ai danni di un vedovo, Paolo, davanti alla tomba della consorte Adelina: Sassaroli racconta all'uomo che la defunta è stata anche sua amante, facendolo infuriare. In seguito i quattro ricordano l'amico scomparso con flashback narrativi.
Un giorno, nel 1966, Perozzi, non appena termina il turno al giornale, passa a casa dell'amante Anita Esposito, moglie del fornaio che ha la bottega sotto casa sua, Antonio. La moglie Laura lo scopre per la terza volta e decide di ritornare dai suoi genitori, lasciandogli il figlio Luciano. Ogni giorno la vita di Perozzi si complica sempre più a causa del figlio, un bambino serioso e studioso che assomiglia in tutto e per tutto alla madre e per niente al padre, allora Mascetti si offre di accudirlo in cambio di 150.000 lire al mese. Luciano, come compito scolastico, scrive un tema pesantemente offensivo sulle misere condizioni in cui è costretta a vivere la famiglia di Mascetti, che non esita a restituire il bambino ed i soldi al padre, consigliandogli di riconciliarsi con Laura, e Perozzi ci riuscirà con un astuto trucco: aggiungere falsamente il nome dell'amante tra le vittime di un incidente automobilistico in un articolo sul giornale scritto da lui stesso. Non appena Laura torna, solo e soltanto per occuparsi del figlio, il Perozzi riprende la relazione con Anita e le zingarate con gli amici.
Passano i giorni e, dopo un mese di assenza, in un momento in cui piove ininterrottamente da più di una settimana, riappare Melandri, che annuncia di aver deciso di battezzarsi, essendosi innamorato di Noemi Bernocchi, una fanatica religiosa, sorella del prete battezzatore, ed invita gli amici al battesimo. Dopo la cerimonia, durante la quale il Perozzi, in veste di padrino, quasi affoga il Melandri nel fonte battesimale insieme agli altri tre, Noemi invita a casa sua l'architetto, il quale tenta di sedurla e fare l'amore con lei, ma proprio sul più bello viene distratto dalla furia dell'alluvione di Firenze, che lo porta a tuffarsi nelle acque per cercare di raggiungere la sua casa e salvare i suoi adorati libri e mobili antichi; nel frattempo Perozzi, svegliatosi di soprassalto per via del fiume esondato, viene scoperto nel letto di Anita dal marito di lei, che l'aggredisce furioso. A seguito di ciò, la moglie di Perozzi capisce di essere stata raggirata dal marito per l'ennesima volta e l'abbandona definitivamente, portando con sé anche Luciano. La tragedia dell'alluvione finisce per danneggiare gli affetti più cari di tutti i protagonisti eccetto il Sassaroli, il quale non ne risente grazie alla sua posizione di medico famoso ed altolocato.
Ritornati nel presente, i quattro lasciano il cimitero. Necchi litiga con la moglie Carmen accusandola di averlo tradito per aver ricevuto un mazzo di rose rosse, in realtà mandate proprio da lui allo scopo di avere la scusa del litigio per uscire di casa ed incontrare una ragazza di cui si era innamorato; in seguito, quando i due si riappacificano, Carmen chiede al marito chi pensa possa essere stato a corteggiarla e lui le indica un cliente del loro bar. Alice, moglie di Mascetti, venuta a sapere che la figlia Melisenda è rimasta incinta, tenta di asfissiare l'intera famiglia col gas, gesto che aveva già cercato di fare nel primo film, e fallisce nuovamente in quanto ai Mascetti il gas è stato tagliato per non aver pagato le bollette. Il conte riesce quindi a farsi rivelare dalla figlia l'identità del seduttore, che si rivela essere Giovannone, il sottocuoco della mensa in cui lei lavora, un individuo enorme e poco raccomandabile; Mascetti, sconsolato, decide comunque di aiutare Melisenda a crescere il figlio, anche senza il padre, al quale dà il suo stesso nome.
Per distrarre l'addolorato Mascetti, gli amici organizzano una zingarata in cui, vestiti da operai edili, conquistano la fiducia dei passanti per sorreggere la Torre di Pisa. Quando arriva la Polizia ad indagare, scappano via con il furgone con cui erano arrivati, dopo averlo reso irriconoscibile, ma imboccano una strada contromano e vengono fermati da un vigile che chiede la patente a Necchi, il quale scopre di avere la patente di un certo Augusto Verdirame, di Brescia, che è proprio l'uomo che in precedenza aveva indicato alla moglie. Necchi inizialmente non capisce cosa possa essere successo, ma quando il vigile, dopo aver deciso di non multarlo, storpia di proposito il suo cognome chiamandolo "Becchi", realizza di essere stato veramente tradito da Carmen con Verdirame (capendo anche il motivo per cui la moglie, stranamente, non si è lamentata quando lui, la sera prima, le aveva detto che sarebbe uscito con gli amici) e, tornato a casa, aggredisce la donna. L'amante si presenta al ristorante e Necchi si vendica obbligandolo a ingurgitare un piatto di brodo nel quale ha urinato.
Ha poi inizio un altro flashback narrativo in cui viene introdotta una contorsionista spagnola di nome Carmencita, con la quale Mascetti ha avuto anni prima una relazione, invitandola in un elegante albergo per poi scappare via lasciandola in balia degli albergatori con il trucco del "rigatino", da lui inventato e usato con molte ragazze straniere, il tutto a spese dell'usuraio Savino Capogreco, con il quale il conte si è pesantemente indebitato. Carmencita sembra realizzare il fatto e si presenta al bar del Necchi per protestare, quindi Sassaroli si finge impresario di spettacoli circensi e chiede alla ragazza, poco esperta della lingua italiana, di dare prova delle proprie capacità chiudendosi in una valigia da viaggio, per poi chiudere la valigia e caricarla come bagaglio su un autobus in partenza. Per estinguere i debiti di Mascetti con Capogreco, gli amici tentano di accontentare lo strozzino con diversi favori ma non vi riescono, quindi Sassaroli fa credere a Capogreco di aver bisogno di un trapianto dei reni urgente e gli altri gli propongono di rimettere i debiti al conte in cambio dell'intervento; l'uomo viene quindi anestetizzato e poi risvegliato senza avergli fatto nulla. In seguito Capogreco, mentre si trova in auto con i protagonisti, dichiara di ritenere i debiti ancora validi, suscitando la loro rabbia; poco dopo lo strozzino si allontana per defecare, quindi Necchi getta via con una pala gli escrementi e Sassaroli spiega il fatto diagnosticando un caso di "defecatio isterica" e dichiarando di dover sottoporre urgentemente Capogreco ad un "trapianto anale", anche se alla fine non si sa cosa gli succederà.
Alcuni giorni dopo, nel presente attuale, mentre i quattro stanno chiacchierando, il Mascetti si sente dire dagli amici che loro non darebbero mai la propria vita per lui e si allontana rattristato. Gli amici lo raggiungono per scusarsi e rassicurarlo dicendogli che stavano scherzando, ma in quel momento lui improvvisamente si sente male; anche se gli altri tre pensano inizialmente che stia fingendo, il conte è realmente colpito da una trombosi e rischia la vita. Se la cava su una sedia a rotelle, con una piccola pensione da invalido (ottenuta grazie a qualche imbroglio del Melandri al comune e del Sassaroli alla mutua, visto che il Mascetti non ha mai lavorato) e una villa in campagna del Sassaroli, dove il primario concede loro di vivere, per permettere al conte di rifarsi una vita con la moglie, la figlia e il nipotino Raffaello. Il film si conclude con una gara Interregionale della sezione handicappati nella quale Mascetti gareggia sulla sedia a rotelle, incitato dai suoi amici in lacrime.

## Produzione

### Cast
- Per sostituire Duilio Del Prete, che non poteva tornare a ricoprire il ruolo del Necchi come nel primo film in quanto malato, Monicelli avrebbe desiderato Raimondo Vianello, il quale però non volle tornare a recitare per il cinema[1][2], quindi venne scelto Renzo Montagnani.
- Per il ruolo dell'usuraio il regista contattò Bernard Blier, che nel film precedente aveva interpretato il signor Righi, un mite e goloso pensionato che veniva brutalmente preso in giro dai cinque protagonisti, ma l'attore francese era impegnato in teatro, quindi la parte andò a Paolo Stoppa, che in questo film diede la penultima interpretazione della sua carriera. Blier tornerà a recitare nella trilogia di Amici miei nel terzo film, interpretando il signor Lenzi, un'altra anziana vittima degli scherzi degli amici.[3]

### Luoghi delle riprese
- La chiesa che si vede nelle prime fasi del film è la chiesa di San Miniato a Firenze.
- Le scene della Via Crucis con il Melandri travestito da Cristo sono state girate fra le rovine di Rocca Calascio, sotto il castello medievale.
- Le scene della scappatella del "Rigatino" compiuta dal Mascetti sono state girate all'interno del Grand Hotel & La Pace di Montecatini Terme, che viene anche nominato esplicitamente nelle battute.[senza fonte]
- La scena de "I cinque madrigalisti moderni" venne girata all'interno del Palazzo comunale di Pistoia.[senza fonte]
- Gran parte del film è stato girato a Firenze (Piazza Duomo e cimitero comunale) e al Duomo di Pisa, con una scena sulla Torre pendente.
- Le scene finali nella villa "fra Pisa e Lucca" dove il Mascetti si è ritirato sono girate in Val Graziosa a Calci e la Certosa di Pisa fa da sfondo all'ultima conversazione.

## Le «zingarate»
(Melandri)
La zingarata è una partenza senza meta né scopo, che può durare un giorno, una settimana o un mese. Le zingarate si dividono in due categorie: la zingarata vera e propria e la zingarata maggiorata, detta battuta, dove servono particolari attrezzature (come travestimenti, un veicolo appropriato, etc), introdotta proprio in questo film e non citata nel precedente Amici miei.
- Servizio Torri: i protagonisti, vestiti come operai edili e con un'apposita attrezzatura, si dirigono con un furgone a Pisa, proprio sotto la torre pendente, annunciano un imminente crollo ed iniziano a dirigere affannosamente dei presunti lavori di puntellamento, coinvolgendo i turisti nel sostenere la torre. Quando sul posto sopraggiunge la Polizia i quattro scappano, sostano in un vicolo e camuffano il camion, rendendolo irriconoscibile e facendo sparire il materiale di scena. Si tratta di una "battuta".
- Il rigatino: espediente usato numerose volte dal Mascetti per poter andare a letto con sprovvedute straniere e vivere brevi periodi di lusso senza dover spendere. La vittima di turno è Carmencita, una giovane contorsionista spagnola che gli amici hanno visto esibirsi in un teatro; il Mascetti, approfittando della scarsa competenza della ragazza con la lingua italiana, la seduce con il suo atteggiamento signorile e il suo titolo nobiliare, ostentando conoscenze importanti, fingendo di indignarsi nello scoprire che alloggia in una squallida pensione ed invitandola in un hotel di lusso a Montecatini Terme. Dopo aver trascorso giorni e notti d'amore con la ragazza senza badare a spese, ovviamente a credito, facendosi finanziare da Savino Capogreco, un avarissimo e spietato usuraio che in seguito darà parecchi grattacapi ai protagonisti, il conte si dilegua alle prime luci dell'alba rubando una divisa nei guardaroba dell'albergo (il rigatino appunto, cioè la tipica stoffa usata per quelle divise, come chiaramente specificato dalla voce narrante, termine che deriva dal nome di un salume fiorentino, una sorta di pancetta arrotolata) ed il bagaglio di un cliente in partenza, spacciandosi per un facchino ed abbandonando la sventurata alle ire del personale dell'albergo (in genere il Mascetti era solito passare una sola notte con le ragazze che adescava prima di svignarsela, ma questa volta si è lasciato coinvolgere per molto più tempo). Carmencita, privata dei bagagli e dei documenti, sembra rendersi conto di cosa è successo e raggiunge gli amici di Mascetti al bar del Necchi (di cui trova l'indirizzo in uno scontrino lasciato negli abiti del conte) per protestare, quindi i protagonisti, spacciando il Sassaroli per un impresario teatrale, la convincono ad esibirsi nel suo numero più spettacolare, nel quale la giovane si fa rinchiudere in una valigia. Questa valigia viene spietatamente sigillata e caricata su un bus turistico in partenza.
- Souvenir d'Italie: i quattro burloni prendono di nascosto le macchine fotografiche delle turiste spagnole che frequentano il bar del Necchi e le usano per fotografare le loro parti intime, in modo che le signore si ritrovino con tali fotografie loro malgrado una volta tornate a casa.

## L'uso delnonsense
Perozzi è l'unico personaggio, assieme a Mascetti, a scherzare con il non-sense e la supercazzola, anche in punto di morte col proprio confessore. È caratterizzato dal rapporto problematico con la famiglia e dal carattere ironico e disincantato, che si contrappone a quello serioso e riservato della moglie Laura e del figlio Luciano.
Le scene traggono ispirazione dall'amico e collega di Monicelli, Raffaele Pacini, Maestro di questa figura. Il termine "supercazzola", coniato per la prima volta nel primo film e presente in tutta la trilogia, è entrato a far parte del linguaggio comune.

## Doppiaggio
All'interno del film, nella scena iniziale intitolata Ieri, quando il Perozzi schiaffeggia per sbaglio il figlio, non riconoscendolo, dalla banchina della stazione ferroviaria, quest'ultimo lo richiama gridando "Ma babbo!" e in quel momento si può sentire chiaramente la risposta del giornalista ("Ma che, parti sempre, te?"), interpretato da Philippe Noiret e doppiato da Renzo Montagnani: ciò è dovuto al fatto che la scena è stata ripresa dal primo capitolo, in cui Montagnani doppiava effettivamente Noiret. Nel resto del secondo film, invece, Montagnani interpreta fisicamente Guido Necchi, sostituendo Duilio Del Prete (che nel primo film recitava doppiato da Luciano Melani), mentre Noiret viene doppiato da Pino Locchi; nel terzo film, invece, Noiret non è presente ed il personaggio del Perozzi non viene mai neppure menzionato.

## Incassi
Il film è stato il terzo maggiore incasso nella stagione cinematografica italiana 1982-83 con oltre 13 miliardi di lire.

## Riconoscimenti
- 1983 - David di Donatello
  - Nomination Migliore attrice non protagonista a Milena Vukotic
  - Nomination Migliore attore non protagonista a Paolo Stoppa
  - Nomination Migliore montatore a Ruggero Mastroianni